# Periandra
Genre
Pericopsis est un genre de plantes à fleurs dicotylédones de la famille des Fabaceae, sous-famille des Faboideae, originaire d'Amérique du Sud et des Antilles, qui comprend sept espèces acceptées.

## Liste d'espèces
Selon The Plant List (10 novembre 2018) :
- Periandra berteriana (DC.) Benth.
- Periandra coccinea (Schrad.) Benth.
- Periandra densiflora Benth.
- Periandra gracilis H.S.Irwin & Arroyo
- Periandra heterophylla Benth.
- Periandra mediterranea (Vell.) Taub.
- Periandra pujalu Emmerich & L.M.de Senna